# Willi Stoph
Willi Stoph (Berlín, 9 de juliol de 1914 - id. 13 d'abril de 1999) fou un polític alemany, Cap de Govern de la República Democràtica Alemanya (RDA) en els anys 1964-1973 i 1976-1989.
Membre del Partit Comunista d'Alemanya (KPD) des de 1931, participà en la fundació del Partit Socialista Unificat d'Alemanya (SED) a Alemanya Oriental el 1946 i el 1950 fou elegit membre del seu Comitè Central. Ocupà els càrrecs de ministre de l'Interior entre 1952 i 1955 i de ministre de Defensa entre 1956 i 1960.
Fou elegit diputat a la Cambra del Poble molts cops i el 1964 fou nomenat President del Consell de Ministres. Fou substituït el 1973 per a ser Cap d'Estat després de la mort de Walter Ulbricht fins al 1976, quan tornà a reincorporar-se al càrrec de primer ministre. Dimití en novembre de 1989 després de la caiguda del mur de Berlín.
Fou processat per corrupció després de la caiguda de la RDA, encara que finalment fou absolt de tots els càrrecs. Morí a Berlín el 1999.